# Strandkrypa
Strandkrypa (Glaux maritima) är en art i familjen ardisiaväxter och den enda arten i  strandkrypesläktet (Glaux). Strandkrypa har ett stort utbredningsområde och förekommer i de tempererade och arktiska delarna av norra halvklotet.
Den saknar kronblad. Det är foderbladen som liknar kronblad och är rosa. Strandkrypan kan lätt blandas ihop med saltarv, en viktig skillnad är att strandkrypans blad sitter strödda kring hela stjälken medan saltarvens blad alltid sitter precis under varandra.

## Synonymer
Glaucoides maritima (L.) Lunell
Glaux generalis E.H.L.Krause
Glaux maritima var. angustifolia B.Boivin
Glaux maritima subsp. obtusifolia (Fernald) B.Boivin
Glaux maritima var. macrophylla B.Boivin
Glaux maritima var. obtusifolia Fernald
Vroedea maritima (L.) Bubani